# Erophaca
Erophaca là một chi thực vật có hoa trong họ Đậu.